# Екимково (Вологодская область)
Екимково — деревня в Междуреченском районе Вологодской области на реке Вострокса.
Входит в состав Ботановского сельского поселения (с 1 января 2006 года по 8 апреля 2009 года входила в Хожаевское сельское поселение), с точки зрения административно-территориального деления — в Хожаевский сельсовет.
Расстояние до районного центра Шуйского по автодороге — 42 км, до центра муниципального образования Игумницева по прямой — 20 км. Ближайшие населённые пункты — Ковригино, Иваньково, Плюснино, Сальково.
По переписи 2002 года население — 1 человек.